# لندن کولنی
لندن کولنی (به انگلیسی: London Colney) یک روستا و محله مدنی در بریتانیا است که در St. Albans واقع شده‌است. لندن کولنی ۱٬۳۲۸٫۶۷ کیلومتر مربع مساحت و ۹٬۵۰۷ نفر جمعیت دارد.